# 文正
文正 （ぶんしょう、旧字体：文󠄁正）は、日本の元号の一つ。寛正の後、応仁の前。1466年から1467年までの期間を指す。この時代の天皇は後土御門天皇。室町幕府将軍は足利義政。

## 改元
- 寛正7年2月28日（ユリウス暦1466年3月14日） 後土御門天皇の代始めにより改元
- 文正2年3月5日（ユリウス暦1467年4月9日） 応仁に改元

## 文正期におきた出来事
- 文正の政変（元年9月6日） - 諸大名の要求による、将軍足利義政側近の追放。
- 御霊合戦 （2年1月18日-19日）- 畠山氏の家督争いによる合戦。応仁の乱に繋がる。

### 出生
- 元年7月30日（1466年9月9日） - 足利義稙（義材）、室町幕府10代将軍（大永3年死去）
- 元年（1466年） - 細川政元、室町幕府管領（永正4年死去）

## 西暦との対照表
※は小の月を示す。
| 文正元年（丙戌） | 一月※     | 二月 | 閏二月※ | 三月  | 四月※ | 五月  | 六月※ | 七月 | 八月  | 九月※ | 十月   | 十一月※ | 十二月   |
| ---------------- | --------- | ---- | ------- | ----- | ----- | ----- | ----- | ---- | ----- | ----- | ------ | ------- | -------- |
| ユリウス暦       | 1466/1/17 | 2/15 | 3/17    | 4/15  | 5/15  | 6/13  | 7/13  | 8/11 | 9/10  | 10/10 | 11/8   | 12/8    | 1467/1/6 |
| 文正二年（丁亥） | 一月※     | 二月 | 三月※   | 四月※ | 五月  | 六月※ | 七月  | 八月 | 九月※ | 十月  | 十一月 | 十二月※ |          |
| ユリウス暦       | 1467/2/5  | 3/6  | 4/5     | 5/4   | 6/2   | 7/2   | 7/31  | 8/30 | 9/29  | 10/28 | 11/27  | 12/27   |          |